# Campeonato Paranaense Segunda Divisão 2019
In 2019 werd het 55ste Campeonato Paranaense Segunda Divisão gespeeld voor voetbalclubs uit de Braziliaanse staat Paraná. De competitie werd georganiseerd door de FPF en werd gespeeld van 7 april tot 21 juli. PTSC werd kampioen. 

## Eerste fase
| Plaats | Clu              | Wed. | W | G | V | Saldo | Ptn. |
| ------ | ---------------- | ---- | - | - | - | ----- | ---- |
| 1.     | Independente     | 9    | 6 | 2 | 1 | 18:7  | 20   |
| 2.     | União            | 9    | 4 | 3 | 2 | 13:11 | 15   |
| 3.     | Rolândia         | 9    | 4 | 2 | 3 | 12:9  | 14   |
| 4.     | Prudentópolis    | 9    | 4 | 1 | 4 | 10:9  | 13   |
| 5.     | PSTC (1)         | 9    | 6 | 1 | 2 | 20:8  | 12   |
| 6.     | Apucarana Sports | 9    | 4 | 0 | 5 | 13:9  | 12   |
| 7.     | Batel            | 9    | 3 | 3 | 3 | 11:9  | 12   |
| 8.     | Nacional         | 9    | 3 | 2 | 4 | 18:18 | 11   |
| 9.     | Paranavaí (2)    | 9    | 3 | 2 | 4 | 11:19 | 7    |
| 10.    | Iraty (3)        | 9    | 0 | 0 | 9 | 5:32  | -3   |

 (1): PTSC kreeg 7 strafpunten.
 (2): Paranavaí kreeg 4 strafpunten.
 (3): Iraty kreeg 3 strafpunten.
|  | Geplaatst voor tweede fase       |
|  | Degradatie naar Terceira Divisão |

## Tweede fase

### Groep 1
| Plaats | Clu           | Wed. | W | G | V | Saldo | Ptn. |   |
| ------ | ------------- | ---- | - | - | - | ----- | ---- | - |
| 1.     | PSTC          | 6    | 4 | 1 | 1 | 15:4  | 13   |   |
| 2.     | Prudentópolis | 6    | 2 | 1 | 3 | 3:7   | 7    |   |
| 3.     | Nacional      | 6    | 2 | 1 | 3 | 8:14  | 7    |   |
| 4.     | Independente  |      | 6 | 1 | 3 | 2     | 6:7  | 6 |

|  | Geplaatst voor derde fase |

### Groep 2
| Plaats | Clu              | Wed. | W | G | V | Saldo | Ptn. |
| ------ | ---------------- | ---- | - | - | - | ----- | ---- |
| 1.     | União            | 6    | 4 | 0 | 2 | 9:4   | 12   |
| 2.     | Apucarana Sports | 6    | 3 | 1 | 2 | 10:9  | 10   |
| 3.     | Batel            | 6    | 2 | 1 | 3 | 7:9   | 7    |
| 4.     | Rolândia         | 6    | 1 | 2 | 3 | 7:11  | 5    |

|  | Geplaatst voor derde fase |

## Derde fase
In geval van gelijke stand gaat de club met het beste resultaat in de tweede fase door, beide finalisten promoveren.
|  | halve finale     | halve finale | halve finale | halve finale |  |       | finale | finale | finale | finale |
|  |                  |              |              |              |  |       |        |        |        |        |
|  |                  |              |              |              |  |       |        |        |        |        |
|  | PSTC             | 1            | 4            | 5            |  |       |        |        |        |        |
|  | Apucarana Sports | 0            | 1            | 1            |  |       |        |        |        |        |
|  |                  |              |              |              |  | PSTC  | 2      | 3      | 5      |        |
|  |                  |              |              |              |  | União | 2      | 3      | 5      |        |
|  | União            | 0            | 1            | 1            |  |       |        |        |        |        |
|  | Prudentópolis    | 0            | 1            | 1            |  |       |        |        |        |        |

Details finale
Heen
|               |                         |       |                                |                                                        |
| 14 juli 15:30 | União                   | 3 – 3 | PSTC                           | Estádio Anilado, Francisco Beltrão Toeschouwers: 1.194 |
| 14 juli 15:30 | Raael Xavier 45+1', 78' |       | 35' Gerônimo 59' Felipe Pirajú | Estádio Anilado, Francisco Beltrão Toeschouwers: 1.194 |

Terug
|               |                              |       |                                    |                                                                             |
| 21 juli 11:00 | PSTC                         | 3 – 3 | União                              | Estádio Municipal Ubirajara Medeiros, Cornélio Procópio Toeschouwers: 1.644 |
| 21 juli 11:00 | Patrick 2' Gerônimo 52', 56' |       | 15' Rafael Xavier 50' Luan 89' Léo | Estádio Municipal Ubirajara Medeiros, Cornélio Procópio Toeschouwers: 1.644 |

## Kampioen
| Campeonato Paranaense Segunda Divisão 2019 |
| Paraná                                     |
| ------------------------------------------ |
| PSTC Kampioen (2° titel)                   |